# کنتو دوداته
کنتو دوداته (انگلیسی: Kento Dodate؛ زادهٔ ۲۳ اوت ۱۹۹۲) بازیکن فوتبال اهل ژاپن است.